# Bonzac
Ne doit pas être confondu avec Bunzac.
Bonzac est une commune du Sud-Ouest de la France, dans le département de la Gironde en région Nouvelle-Aquitaine.

## Géographie

### Localisation

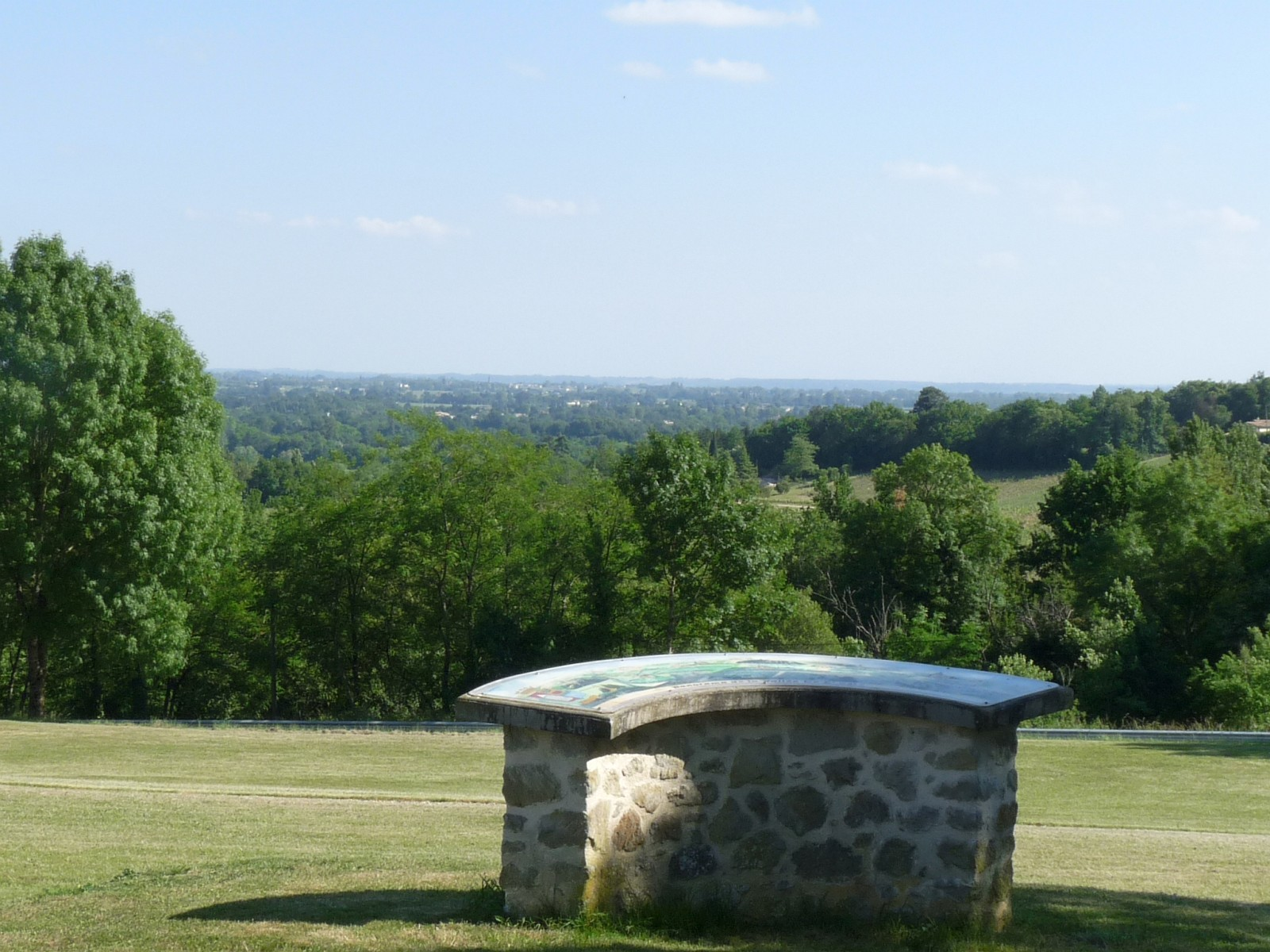
Belvédère près de la mairie

Commune de l'aire d'attraction de Bordeaux située dans le Libournais.
La commune, traversée par le 45e parallèle, est de ce fait située à égale distance du pôle Nord et de l'équateur terrestre (environ 5 000 km).

### Communes limitrophes
Les communes limitrophes sont  Sablons, Saint-Denis-de-Pile, Saint-Martin-de-Laye, Saint-Martin-du-Bois et Savignac-de-l'Isle.
|                      | Saint-Martin-de-Laye | Sablons             |
| Saint-Martin-du-Bois | Bonzac               |                     |
| Savignac-de-l'Isle   |                      | Saint-Denis-de-Pile |

### Climat
Pour des articles plus généraux, voir Climat de la Nouvelle-Aquitaine et Climat de la Gironde.
Historiquement, la commune est exposée à un climat océanique aquitain.  
En 2020, Météo-France publie une typologie des climats de la France métropolitaine dans laquelle la commune est exposée à un climat océanique et est dans la région climatique  Aquitaine, Gascogne, caractérisée par une pluviométrie abondante au printemps, modérée en automne, un faible ensoleillement au printemps, un été chaud (19,5 °C), des vents faibles, des brouillards fréquents en automne et en hiver et des orages fréquents en été (15 à 20 jours).
Pour la période 1971-2000, la température annuelle moyenne est de 12,7 °C, avec une amplitude thermique annuelle de 14,6 °C. Le cumul annuel moyen de précipitations est de 890 mm, avec 12,2 jours de précipitations en janvier et 6,9 jours en juillet. Pour la période 1991-2020, la température moyenne annuelle observée sur la station météorologique la plus proche, située sur la commune de Saint-Émilion à 14 km à vol d'oiseau, est de 13,9 °C et le cumul annuel moyen de précipitations est de 798,1 mm,. Pour l'avenir, les paramètres climatiques de la commune estimés pour 2050 selon différents scénarios d’émission de gaz à effet de serre sont consultables sur un site dédié publié par Météo-France en novembre 2022.

## Urbanisme

### Typologie
Au 1er janvier 2024, Bonzac est catégorisée commune rurale à habitat dispersé, selon la nouvelle grille communale de densité à sept niveaux définie par l'Insee en 2022.
Elle est située hors unité urbaine. Par ailleurs la commune fait partie de l'aire d'attraction de Bordeaux, dont elle est une commune de la couronne,. Cette aire, qui regroupe 275 communes, est catégorisée dans les aires de 700 000 habitants ou plus (hors Paris),.

### Occupation des sols

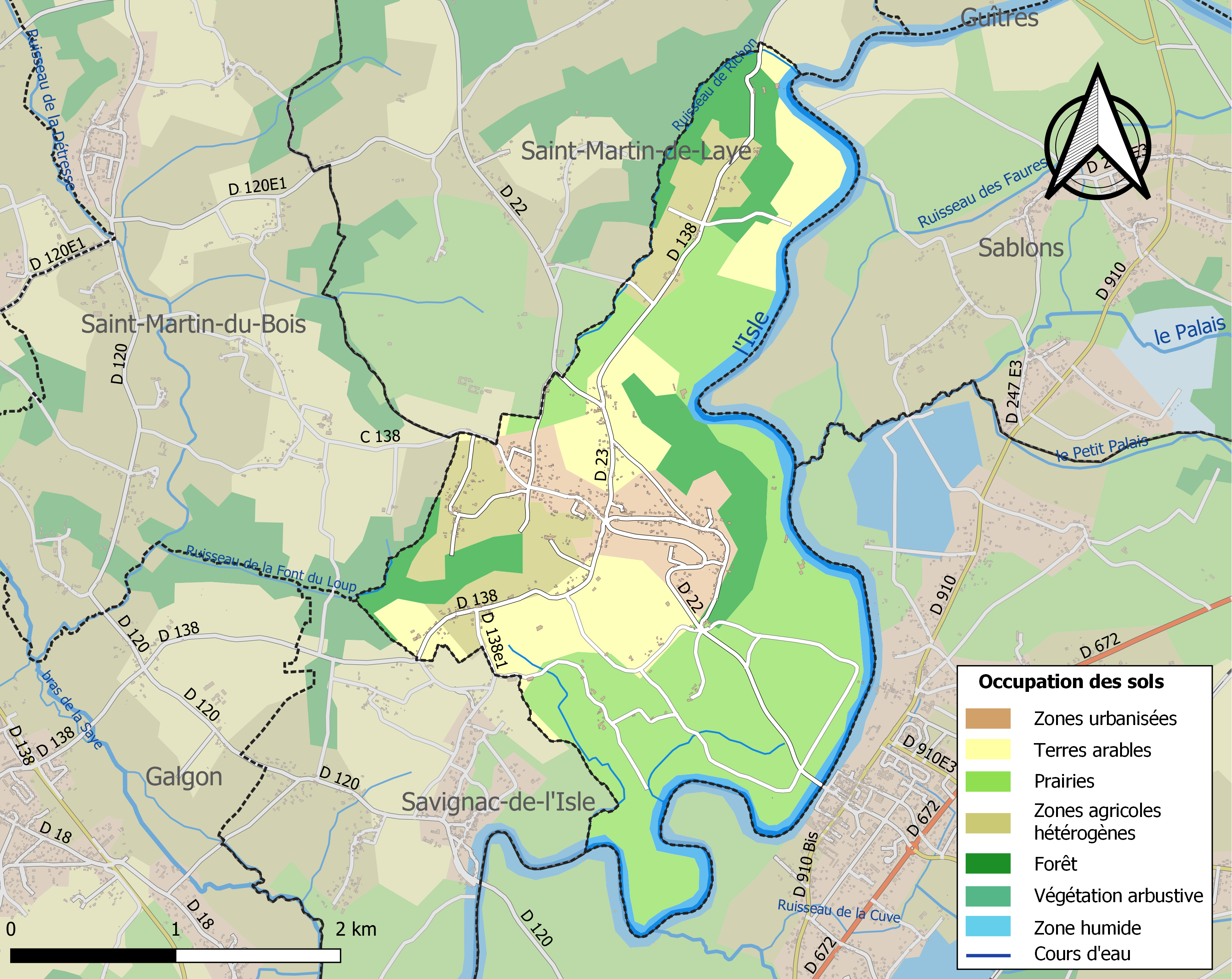
Carte des infrastructures et de l'occupation des sols de la commune en 2018 (CLC).

L'occupation des sols de la commune, telle qu'elle ressort de la base de données européenne d’occupation biophysique des sols Corine Land Cover (CLC), est marquée par l'importance des territoires agricoles (70,3 % en 2018), en diminution par rapport à 1990 (80,4 %). La répartition détaillée en 2018 est la suivante : 
prairies (38,4 %), cultures permanentes (15,2 %), forêts (13,7 %), zones agricoles hétérogènes (12,5 %), zones urbanisées (9,4 %), eaux continentales (6,6 %), terres arables (4,3 %). L'évolution de l’occupation des sols de la commune et de ses infrastructures peut être observée sur les différentes représentations cartographiques du territoire : la carte de Cassini (XVIIIe siècle), la carte d'état-major (1820-1866) et les cartes ou photos aériennes de l'IGN pour la période actuelle (1950 à aujourd'hui).

### Risques majeurs
Le territoire de la commune de Bonzac est vulnérable à différents aléas naturels : météorologiques (tempête, orage, neige, grand froid, canicule ou sécheresse), inondations, mouvements de terrains et séisme (sismicité faible). Il est également exposé à un risque technologique, la rupture d'un barrage. Un site publié par le BRGM permet d'évaluer simplement et rapidement les risques d'un bien localisé soit par son adresse soit par le numéro de sa parcelle.

#### Risques naturels
Certaines parties du territoire communal sont susceptibles d’être affectées par le risque d’inondation par débordement de cours d'eau, notamment l'Isle, le Palais et le ruisseau de Lavie. La commune a été reconnue en état de catastrophe naturelle au titre des dommages causés par les inondations et coulées de boue survenues en 1982, 1983, 1993, 1999, 2008 et 2009,.
Les mouvements de terrains susceptibles de se produire sur la commune sont des tassements différentiels.

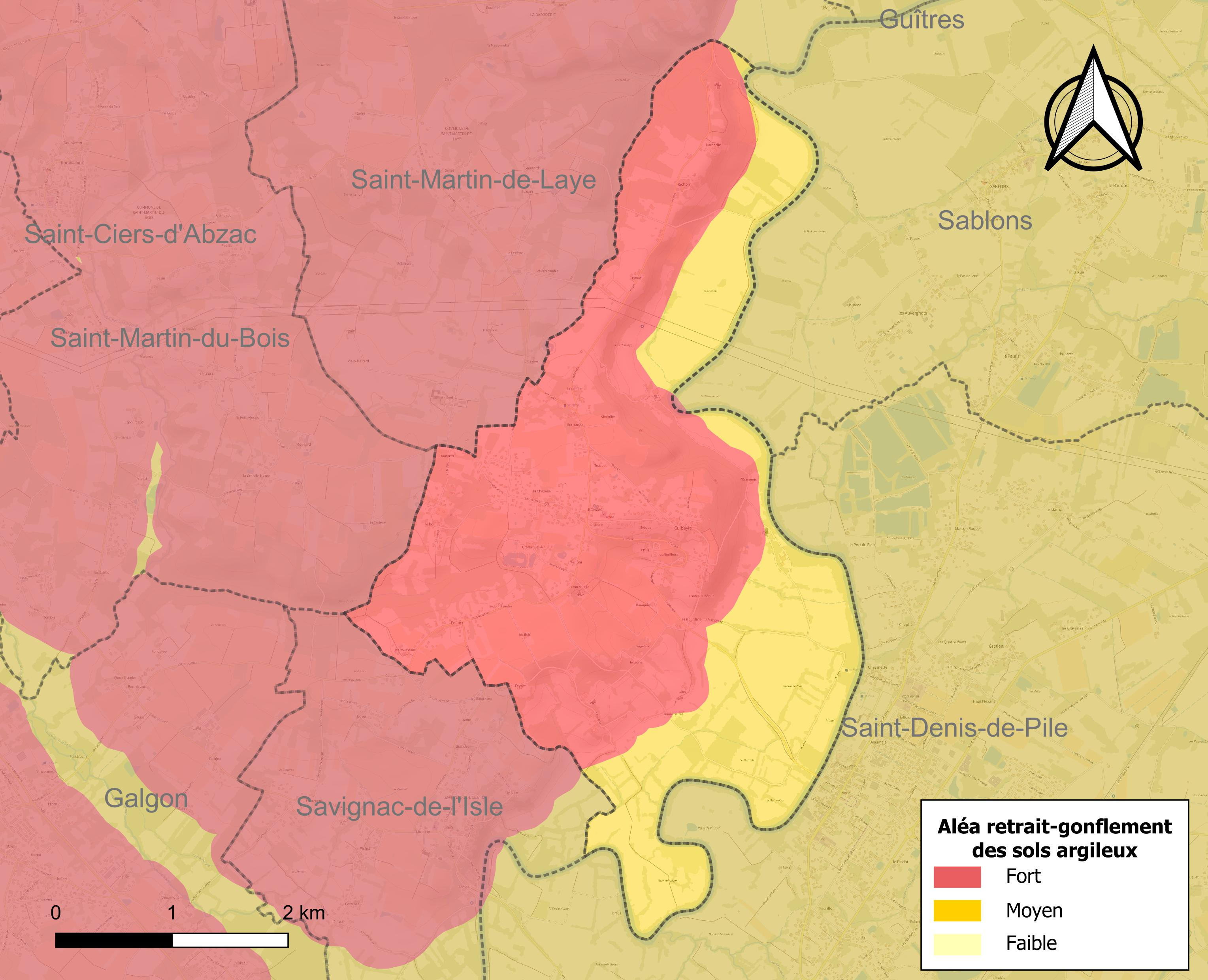
Carte des zones d'aléa retrait-gonflement des sols argileux de Bonzac.

Le retrait-gonflement des sols argileux est susceptible d'engendrer des dommages importants aux bâtiments en cas d’alternance de périodes de sécheresse et de pluie. La totalité de la commune est en aléa moyen ou fort (67,4 % au niveau départemental et 48,5 % au niveau national). Sur les 330 bâtiments dénombrés sur la commune en 2019, 330 sont en aléa moyen ou fort, soit 100 %, à comparer aux 84 % au niveau départemental et 54 % au niveau national. Une cartographie de l'exposition du territoire national au retrait gonflement des sols argileux est disponible sur le site du BRGM,.
Par ailleurs, afin de mieux appréhender le risque d’affaissement de terrain, l'inventaire national des cavités souterraines permet de localiser celles situées sur la commune.
Concernant les mouvements de terrains, la commune a été reconnue en état de catastrophe naturelle au titre des dommages causés par la sécheresse en 1993, 2003, 2010, 2011, 2012 et 2017 et par des mouvements de terrain en 1999.

#### Risques technologiques
La commune est en outre située en aval du  barrage de Bort-les-Orgues, un ouvrage sur la Dordogne de classe A soumis à PPI, disposant d'une retenue de 477 millions de mètres cubes. À ce titre elle est susceptible d’être touchée par l’onde de submersion consécutive à la rupture de cet ouvrage.

## Histoire
L'histoire de Bonzac est liée à celle des Decazes. Élie Decazes, duc et pair de France, transforma au XIXe siècle la maison familiale en demeure somptueuse.
La commune fut également visitée par Charlemagne (769) qui était à la poursuite d’Hunol. Charlemagne, après avoir défilé devant Corterate (Coutras) emprunte la voie latine qui traverse Guîtres, Bonzac, Savignac et Galgon.

## Héraldique
| Blason de Bonzac | Blason  | Parti, au premier de gueules au moulin couvert d’argent, sans ailes, maçonné de sable et au deuxième coupé au I d’or au tonneau couché de gueules cerclé de sable de quatre pièces, surmonté d’une feuille de vigne de sinople flanquée de deux grappes de raisin aussi de gueules tigées et vrillées aussi de sinople et au II d’azur à l’alose d’argent en bande et au comble cannelé cousu de sinople. |
| Blason de Bonzac | Détails | Le statut officiel du blason reste à déterminer. |

## Politique et administration

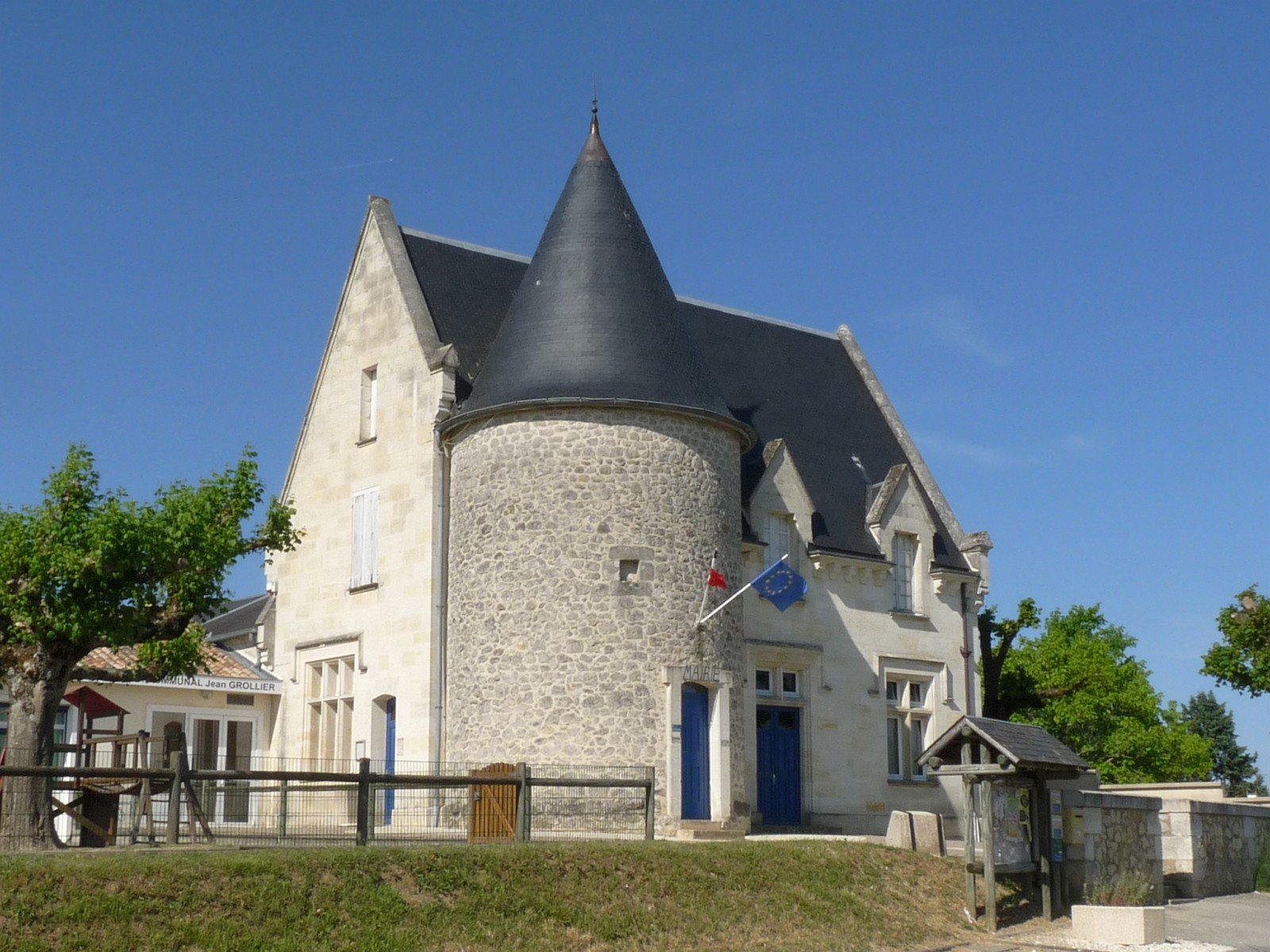
La mairie.

| Période                                  | Période   | Identité          | Étiquette | Qualité       |
| ---------------------------------------- | --------- | ----------------- | --------- | ------------- |
| mars 2001                                | mars 2014 | Jean-Louis Biais  |           |               |
| mars 2014                                | En cours  | Jean-Luc Darquest |           | Fonctionnaire |
| Les données manquantes sont à compléter. |           |                   |           |               |

## Démographie
L'évolution du nombre d'habitants est connue à travers les recensements de la population effectués dans la commune depuis 1793. Pour les communes de moins de 10 000 habitants, une enquête de recensement portant sur toute la population est réalisée tous les cinq ans, les populations de référence des années intermédiaires étant quant à elles estimées par interpolation ou extrapolation. Pour la commune, le premier recensement exhaustif entrant dans le cadre du nouveau dispositif a été réalisé en 2004.

En 2022, la commune comptait 802 habitants, en évolution de +6,93 % par rapport à 2016 (Gironde : +6,91 %, France hors Mayotte : +2,11 %).
| 1793 | 1800 | 1806 | 1821 | 1831 | 1836 | 1841 | 1846 | 1851 |
| ---- | ---- | ---- | ---- | ---- | ---- | ---- | ---- | ---- |
| 668  | 610  | 744  | 613  | 607  | 586  | 564  | 551  | 529  |

| 1856 | 1861 | 1866 | 1872 | 1876 | 1881 | 1886 | 1891 | 1896 |
| ---- | ---- | ---- | ---- | ---- | ---- | ---- | ---- | ---- |
| 508  | 501  | 562  | 508  | 522  | 517  | 511  | 461  | 408  |

| 1901 | 1906 | 1911 | 1921 | 1926 | 1931 | 1936 | 1946 | 1954 |
| ---- | ---- | ---- | ---- | ---- | ---- | ---- | ---- | ---- |
| 432  | 439  | 429  | 412  | 378  | 327  | 331  | 338  | 362  |

| 1962 | 1968 | 1975 | 1982 | 1990 | 1999 | 2004 | 2006 | 2009 |
| ---- | ---- | ---- | ---- | ---- | ---- | ---- | ---- | ---- |
| 332  | 303  | 349  | 515  | 618  | 623  | 665  | 661  | 751  |

| 2014 | 2019 | 2022 | - | - | - | - | - | - |
| ---- | ---- | ---- | - | - | - | - | - | - |
| 755  | 742  | 802  | - | - | - | - | - | - |

## Équipements, services et vie locale

### Enseignement

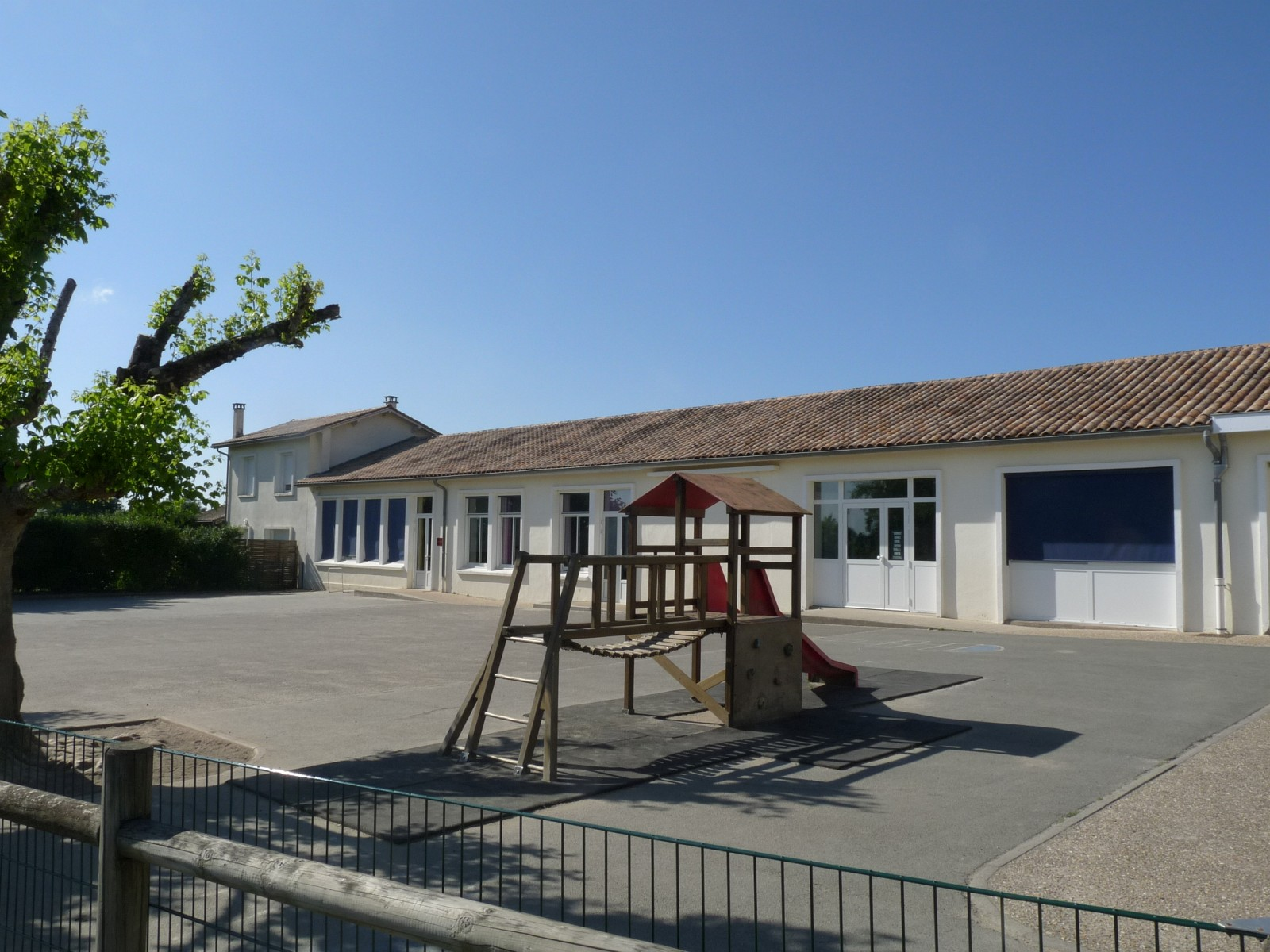
L'école, près de la mairie.
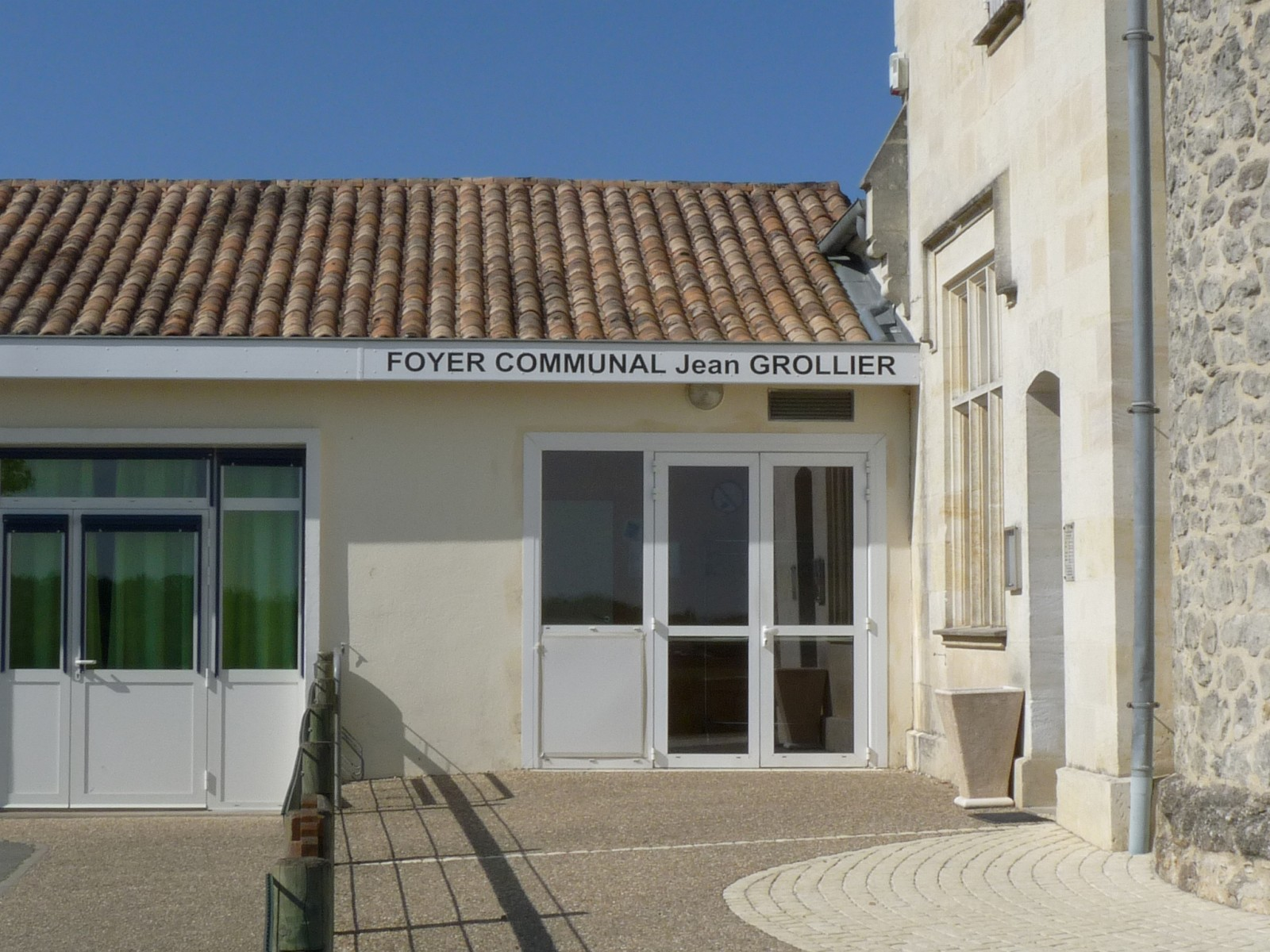
Foyer communal Jean-Grollier.

### Sport
- Stade municipal
- Terrain de tennis

## Lieux et monuments

### Patrimoine religieux
- Tombeau du duc Decazes
- L'église paroissiale Saint-Genès :  église de style néogothique, édifiée au XIXe siècle. Elle abrite plusieurs tableaux dont une Résurrection de Lazare (classée Monument historique 2005), peinte en 1800 par le peintre Sébastien Venet, cette œuvre est un don probable du duc Decazes. Près du portail occidental de l'église, se trouve une croix de cimetière (Monument Historique 1905), du XVIe siècle, reposant sur un emmarchement à trois degrés. Le fût est sculpté sur chacune des faces d'une statuette, placée sous une accolade de choux frisés. Ces statuettes figurent sainte Catherine d'Alexandrie, saint Genès, patron de la paroisse, une femme (sainte Cécile) jouant d'une sorte de viole et un abbé. Dans le cimetière, se trouve le tombeau d'Elie Decazes, duc et pair de France, qui fut ministre de Louis XVIII et fondateur des forges de Decazeville (Aveyron)[28]. Le tympan du portail est gravé avec la devise du cardinal  Ferdinand Donnet, archevêque de Bordeaux au XIXe siècle : « Ad finem fortiter omnia suaviter » (Vers le but courageusement, en toute chose doucement.)
- Croix du cimetière de Bonzac

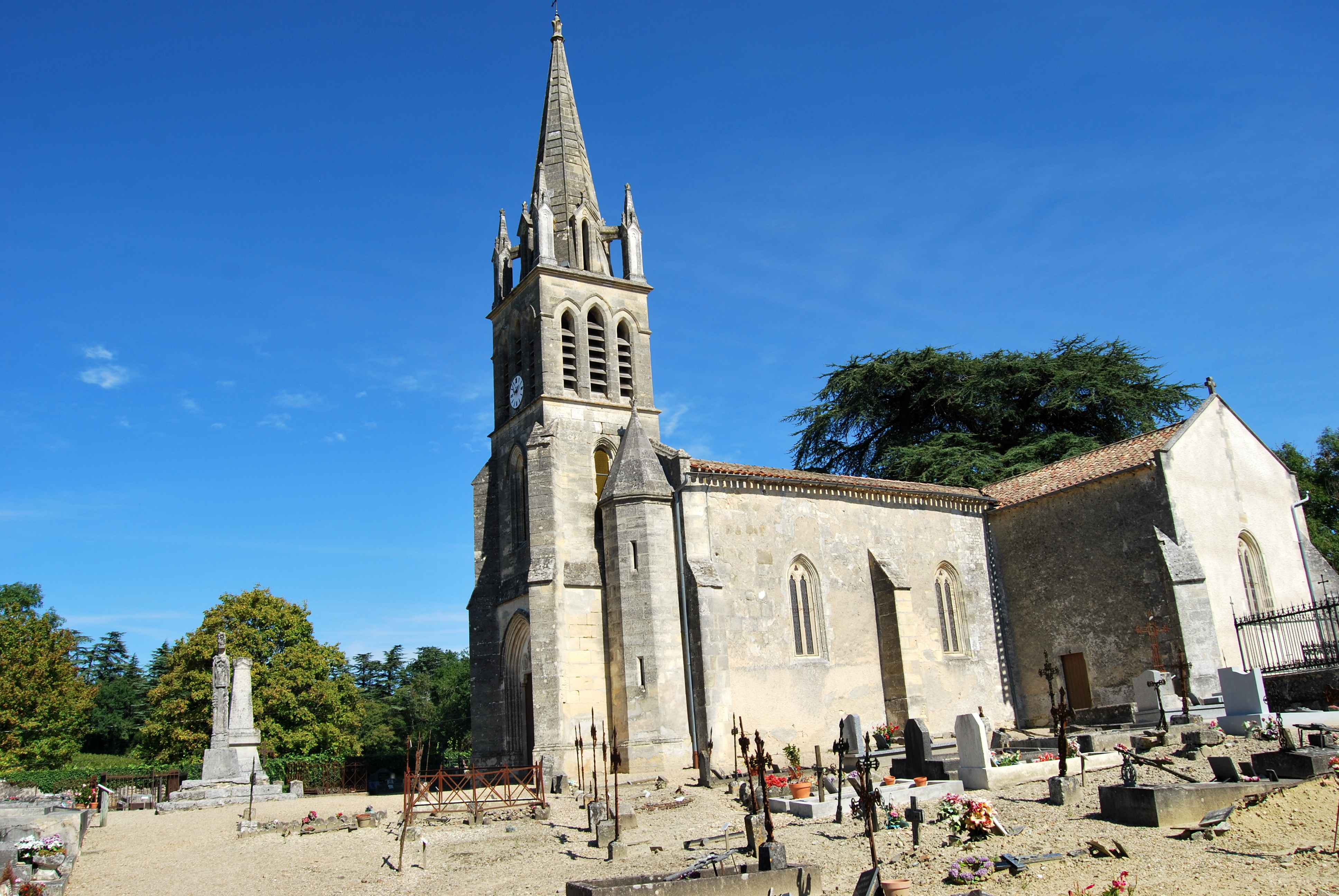
L'église Saint-Genès.
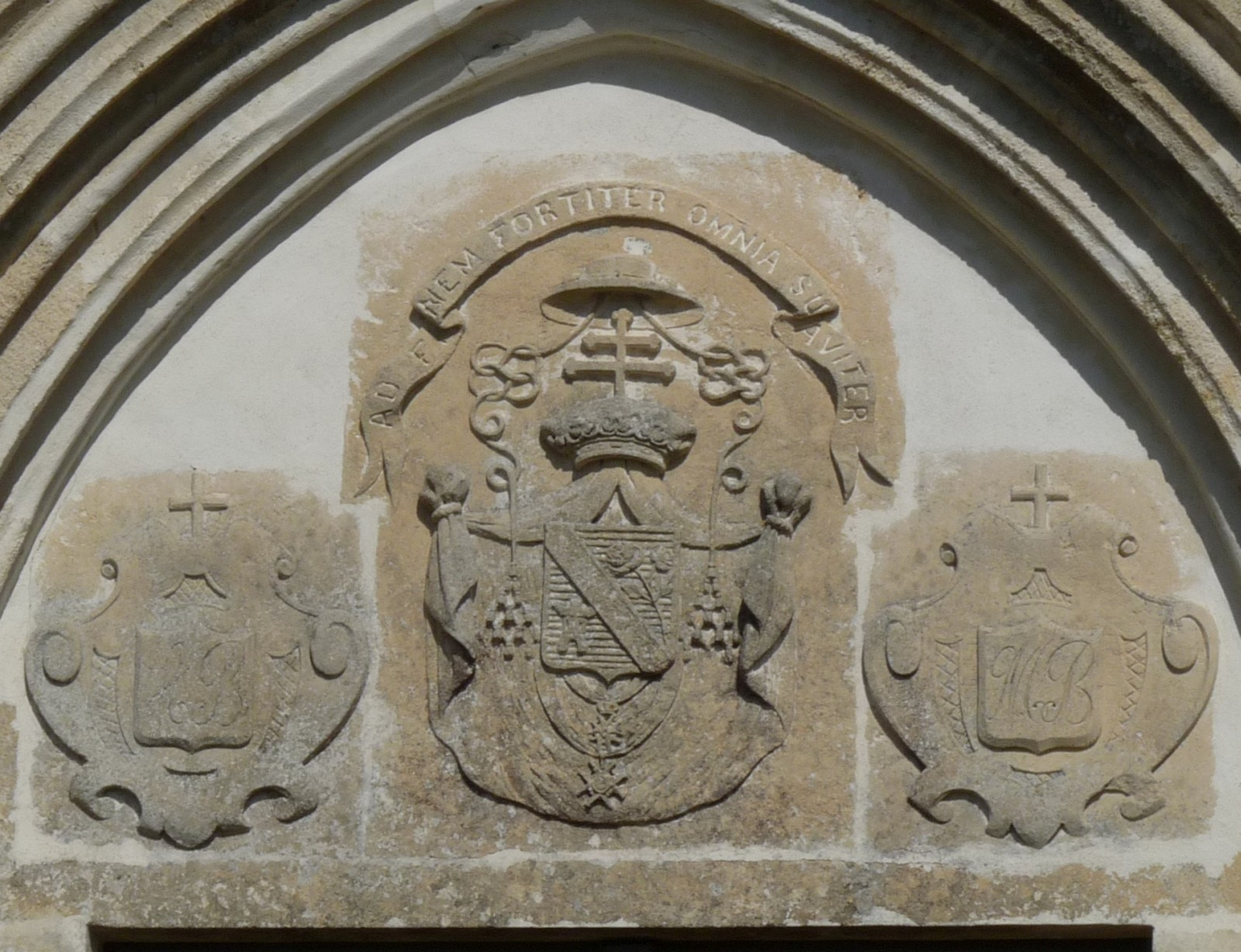
Le tympan.
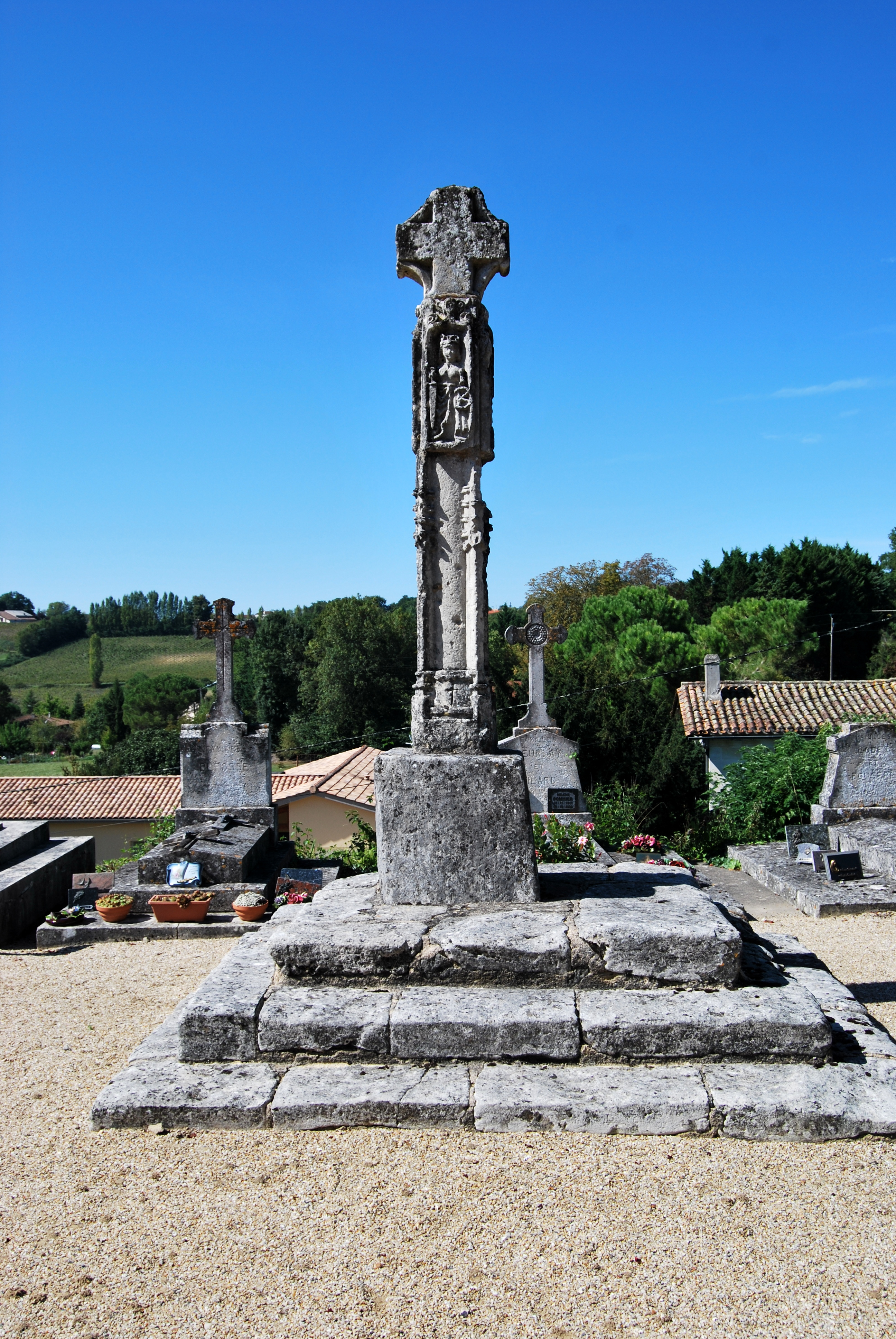
La croix de cimetière.

### Patrimoine civil

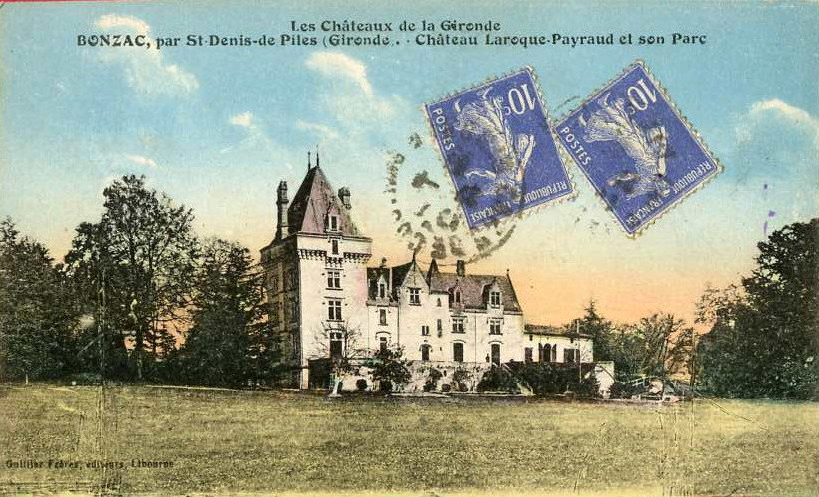
Château Laroque-Payraud

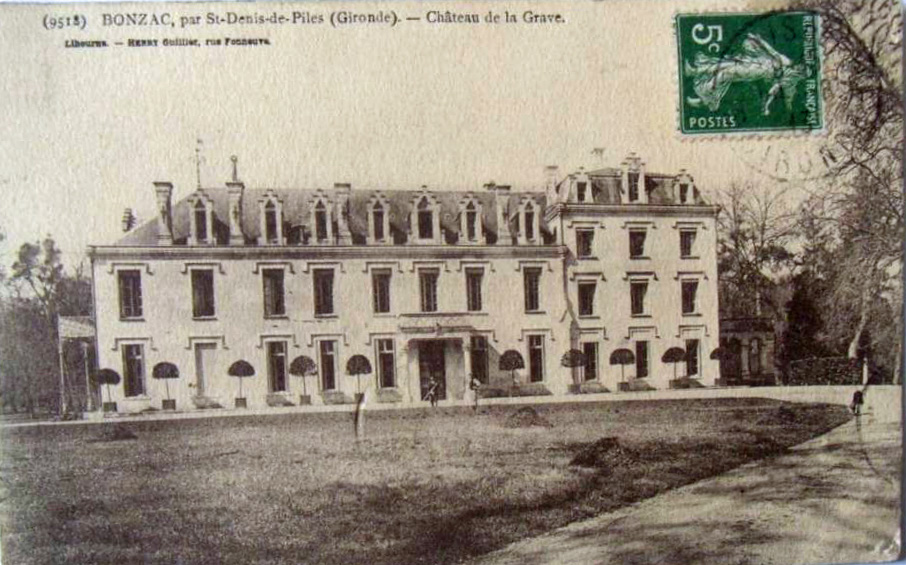
Chateau de la Grave,demeure de la famille Decazes.

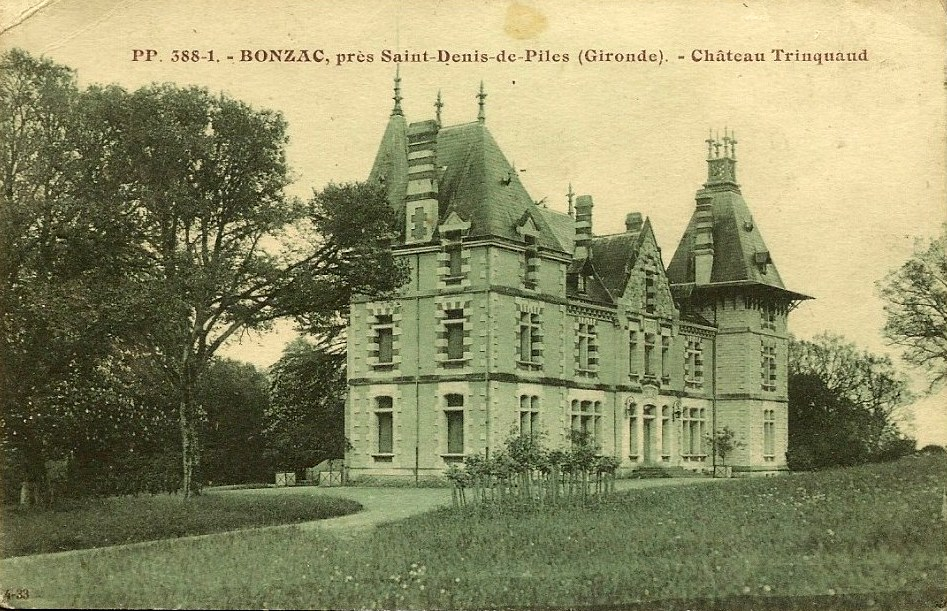
Château Trincaud

- Château Payraud.La famille Vallet de Payraud s'y installe en 1496[29].
- Château de l’Arc (XVIIIe siècle). Propriété d'Élie Decazes.
- Château de Lagrave (XIXe siècle). Propriété d'Élie Decazes.
- Château de la Madeleine (XVIIIe siècle). Depuis 1910, la propriété appartient à la famille Trochu.
- Château Trincaud (néogothique anglais). Lieu de tournage du film Thérèse Desqueyroux avec Audrey Tautou, en 2012. Ancienne propriété d'Alfred Lacaze(dès 1857).
- Château de Montfavier (XVIIe siècle). Lieu de tournage de La mariée était trop belle en 1956 avec Brigitte Bardot. Construit pour la famille Georges. Et pendant plusieurs générations c'est la propriété de la famille Richon[29].
- Château de Chevalier (néo-gothique, XIXe siècle).
- La mairie, construite au XIXe siècle, englobe la tour d'un ancien moulin à vent.
- En 2021, la commune de Bonzac fait face à un projet d'implantation d'un pylône support d'antenne-relais 4G. Haut de 42 mètres, il prendrait place au sommet de la colline et serait visible à plusieurs kilomètres alentour[30].

## Personnalités liées à la commune
- L'histoire de Bonzac est liée à celle des Decazes. Élie Decazes, duc et pair de France, transforma au XIXe siècle la maison familiale en demeure somptueuse.
- Charles Trochu (1898-1961), président du conseil municipal de Paris de mai 1941 à mai 1943, est décédé sur la commune (château de la Madeleine).
- Bonzac est également la patrie de Clément Thomas, député girondin à la Constituante de 1848, commandant de la Garde nationale, fusillé par les insurgés à Montmartre, le 18 mars 1871.